# امانوئل راکوتواهینی
امانوئل راکوتواهینی (انگلیسی: Emmanuel Rakotovahiny; ۱۶ اوت ۱۹۳۸ – ۱ ژوئیهٔ ۲۰۲۰) سیاست‌مدار اهل ماداگاسکار بود. وی از ۳۰ اکتبر ۱۹۹۵ تا ۲۸ مه ۱۹۹۶ نخست‌وزیر این کشور بود.
امانوئل راکوتواهینی در ۱ ژوئیه ۲۰۲۰، در سن ۸۱ سالگی بر اثر بیماری قلبی درگذشت.